# Johanne Dinesen
Johanne Dinesen (1882-1930) (født Laura Johanne Winter) var en dansk teaterskuespillerinde og tidlig filmskuespillerinde.  Hun medvirkede bl.a. i filmene Den døde Rotte (1910) og Det gamle Købmandshus (1912).
Hun var gift (1909) med filminstruktøren, sangeren og skuespilleren Robert Dinesen.